# Fuad Abdurahmanov
Fuad Abdurahmanov (en Azerbaïdjanais: Fuad Əbdürəhmanov) était un sculpteur de monuments azerbaïdjanais populaire. Il a reçu de nombreux prix, notamment: Ouvrier émérite des arts de la RSS d'Azerbaïdjan (1943), Artiste du peuple de la RSS d'Azerbaïdjan (1955), le premier Azerbaïdjanais à devenir membre correspondant de l'Académie des arts de l'URSS (1949), et Lauréat du prix d'État Staline à deux reprises (1947, 1951).

## Biographie
Fuad Abdurahmanov est né le 11 mai 1915 à Nukha (Cheki). Il est né dans la famille de Hasan Jafar oglu Abdurahmanov, un fonctionnaire local.
En 1929, la famille d’Abdurahmanov a déménagé à Yevlakh et a ensuite déménagé à Bakou. À Bakou, la famille du futur sculpteur a loué un appartement de deux pièces à Itcheri Cheher, rue Mammadyarov. 1929 est devenue une année importante pour Fuad. C'est l'année où il entre à l'école de peinture de Bakou. Après avoir commencé ses études à Bakou, il a ensuite étudié à l'Académie des Arts de Saint-Pétersbourg (1935–1940) à Matvey Genrikhovitch Manizer.
En 1934, la composition de Fuad Abdurahmanov, âgée de douze ans, Shot, a été exposée dans une exposition consacrée au 100e anniversaire du poète Ferdowsi. Cela devint plus tard une exposition permanente au Musée d'art d'État d'Azerbaïdjan, du nom de Rustam Mustafayev. En 1938, Fuad Abdurahmanov a commencé à travailler sur la statue de Fuzûlî ouvrant un panthéon d'éminents poètes et écrivains azerbaïdjanais établi sur la loggia du musée Nizami à Bakou. Un concours du meilleur portrait pictural et monument de Nizami Gandjavi déclaré à l'occasion du 800e anniversaire avait une grande importance à la fin des années 1930. À l'issue du concours, le projet a été attribué à Fuad Abdurahmanov et aux architectes Sadig Dadachov et Mikayil Huseynov.
En 1947, il a reçu le prix d'État URSS-Staline pour la première fois de sa vie. En 1949, un monument de Nizami a été érigé à Bakou. Ce monument est «culte» non seulement dans la créativité d’Abdurahmanov, mais il a également eu une grande influence sur le développement futur de l’art monumental de l’Azerbaïdjan. Le monument et le piédestal avaient des proportions réussies de 1: 1,5, définissant l'apparence architecturale de l'une des meilleures places de Bakou.
Les intérêts créatifs du sculpteur étaient multiples, ce qui peut être vu dans ses œuvres ultérieures - images de Huseynbala Aliyev, Khidir Mustafayev (héros de l'URSS, poète Samad Vurgun, compositeurs Uzeyir Hajibeyov et Asaf Zeynally, portraits historiques de Koroghlu, Javanchir, Babek). Il a été récompensé (avec Tokay Mammadov et Omar Eldarov) au concours d'un monument à Avicenne pour la ville de Boukhara. Fuad Abdurahmanov est le premier Azerbaïdjanais à devenir membre correspondant de l'Académie des arts de l'URSS. Il a été l'un des premiers sculpteurs d'Azerbaïdjan à travailler avec des matériaux durs.

## Réalisations créatives
Il a créé de monument de Nizami Gandjavi à Gandja (Prix d'État de Staline, 1947) et à Bakou (1949), des compositions «Sattar Bahlulzade», «Rustam Mustafayev» (1947), monument «Azad Gadin» (Femme libre), monument à Mehdi Huseynzadé à Bakou , bustes monumentaux de Choibalsan et Sukhbaatar (marbre, 1954, caveau funéraire à Oulan Bator), monuments au poète Samad Vurghun à Bakou (1961), au poète Rudaki à Douchanbé (médaille d'or de l'Académie des arts de l'URSS, 1964), statues «Libération» (Bakou, 1960), «Chaban» (gypse, Prix d'État de Staline, 1951; bronze, 1951, Galerie Tretyakov). Il a réalisé un portrait en buste de V.I.Lenin (marbre, 1955, Musée national d'histoire de l'Azerbaïdjan, Bakou) et d'autres.
Ses œuvres se distinguent par leur richesse et la diversité de leurs tendances créatives. Abdurahmanov a commencé son développement créatif dans le genre du portrait, en réalisant des portraits en buste de travailleurs culturels d'Azerbaïdjan. Sa première œuvre monumentale-monument de Fuzuli a été érigée sur le balcon du Musée national de la littérature d'Azerbaïdjan. Fuad Abdurahmanov est l'auteur de nombreux monuments décorant les rues et les places de Bakou-Nizami - Samed Vurghun, Mehdi Huseynzade, «À la femme émancipée» et la pierre tombale du général Hazi Aslanov.
Abdurahmanov a grandement contribué à la formation et au développement des plastiques monumentaux et de chevalet de l'Azerbaïdjan. Selon l'un des principaux critiques d'art d'Azerbaïdjan, Jamila Novruzova, Fuad Abdurahmanov est le fondateur de la sculpture monumentale en Azerbaïdjan. Après que Fuad Abdurahmanov ait été nommé rues de Bakou et de Cheki, des plaques commémoratives ont été placées sur les bâtiments où vivait le sculpteur. Une école de Cheki porte également son nom.

## Prix
- Prix d'État Staline du deuxième degré (1947) - pour le monument de Nizami à Gandja (1946);
- Prix d'État Staline du troisième degré (1951) - pour la sculpture "Chaban";
- Médaille d'or de l'Académie des arts de l'URSS (1966);
- Titulaire de deux ordres de l'insigne d'honneur (1949, 1960).